# Nealeurodicus octifer
Nealeurodicus octifer là một loài côn trùng cánh nửa trong họ Aleyrodidae, phân họ Aleurodicinae.
Nealeurodicus octifer được Bondar miêu tả khoa học đầu tiên năm 1923.